# Illinois flagga
Illinois flagga antogs 27 juni 1969. Illinois sigill syns i flaggans centrum.